# Зіпплінген
Зіпплінген (нім. Sipplingen) — громада в Німеччині, знаходиться в землі Баден-Вюртемберг. Підпорядковується адміністративному округу Тюбінген. Входить до складу району Бодензе.
Площа — 4,28 км2. Населення становить 2051 ос. (станом на 31 грудня 2020).